# Rudelzhausen
Rudelzhausen er en kommune i den nordlige del af Landkreis Freising Regierungsbezirk Oberbayern i den tyske delstat Bayern.

## Inddeling
- Rudelzhausen
- Berg
- Enzelhausen
- Grafendorf
- Grünberg
- Hebrontshausen
- Kirchdorf
- Tegernbach